# Koguva
Koguva je vesnice na ostrově Muhu na pobřeží Rižského zálivu Baltského moře, v kraji Saaremaa v Estonsku.

## Osídlení a historie
Archeologické nálezy pohřebišť dokládají osídlení již v době kamenné. První písemný záznam o místě pochází z roku 1532 v listině mistra Livonského řádu Waltera z Plettenbergu, který uděluje svobodu rolníkovi jménem Hansken a jeho potomkům. Hanskenovi potomci později přijali příjmení Schmuul. V roce 2011 zde žilo 26 obyvatel a v roce 2019 zde žilo 40 obyvatel.

## Další informace
V Koguvě se nachází Muzeum Muhu, které bylo založeno v sovětském období v roce 1970, jako muzeum místního rodáka, spisovatele a politika Juhana Smuula (Schmuula). Ten zde vlastnil otcovu farmu až do své smrti a má zde také památník Juhana Smuula z bronzu a bludných balvanů. V roce 1990 získalo muzeum svůj současný název a má charakter etnografického muzea a skanzenu. K vesnici patří farmy a cenné historické budovy (např. 3 dřevěné větrné mlýny), restaurace, přístav aj.

## Galerie

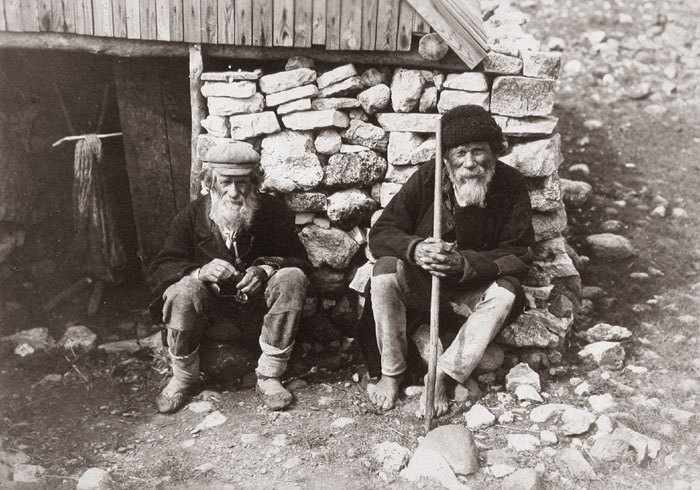
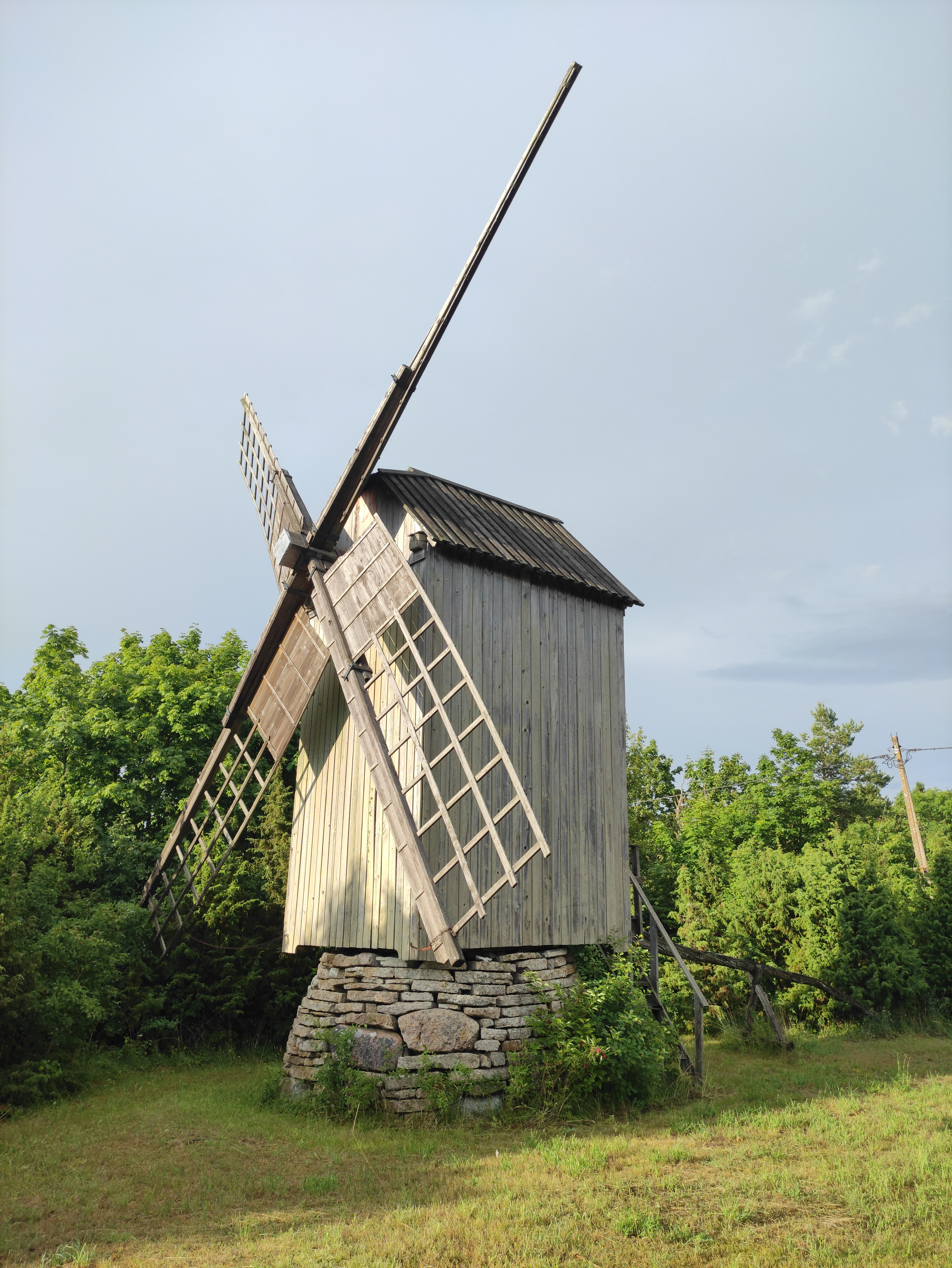
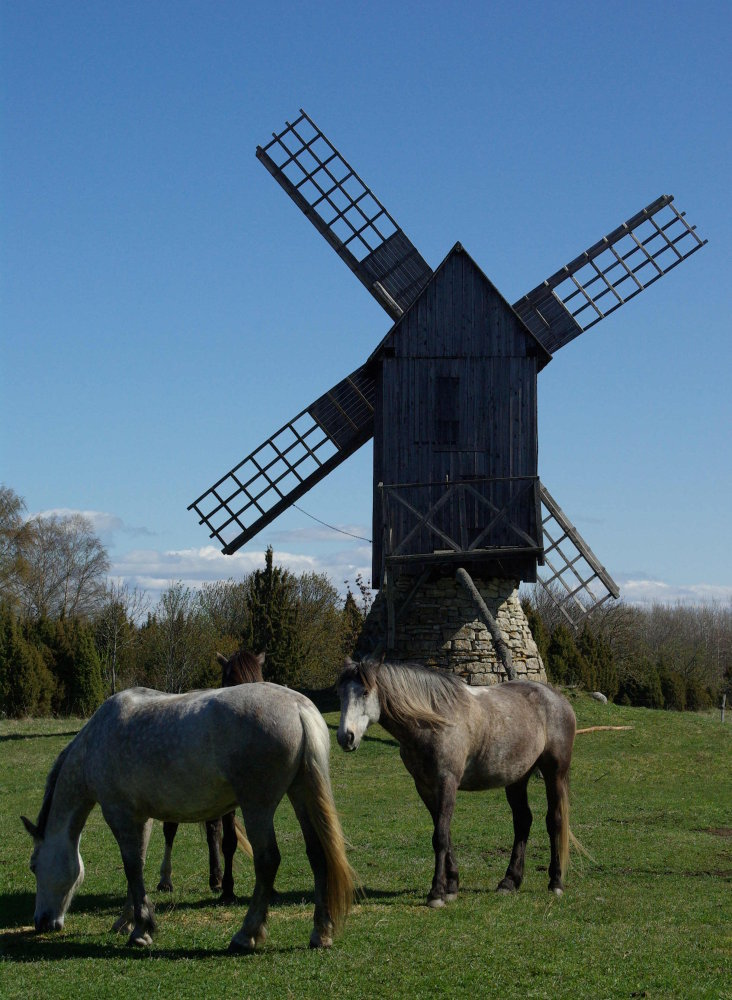
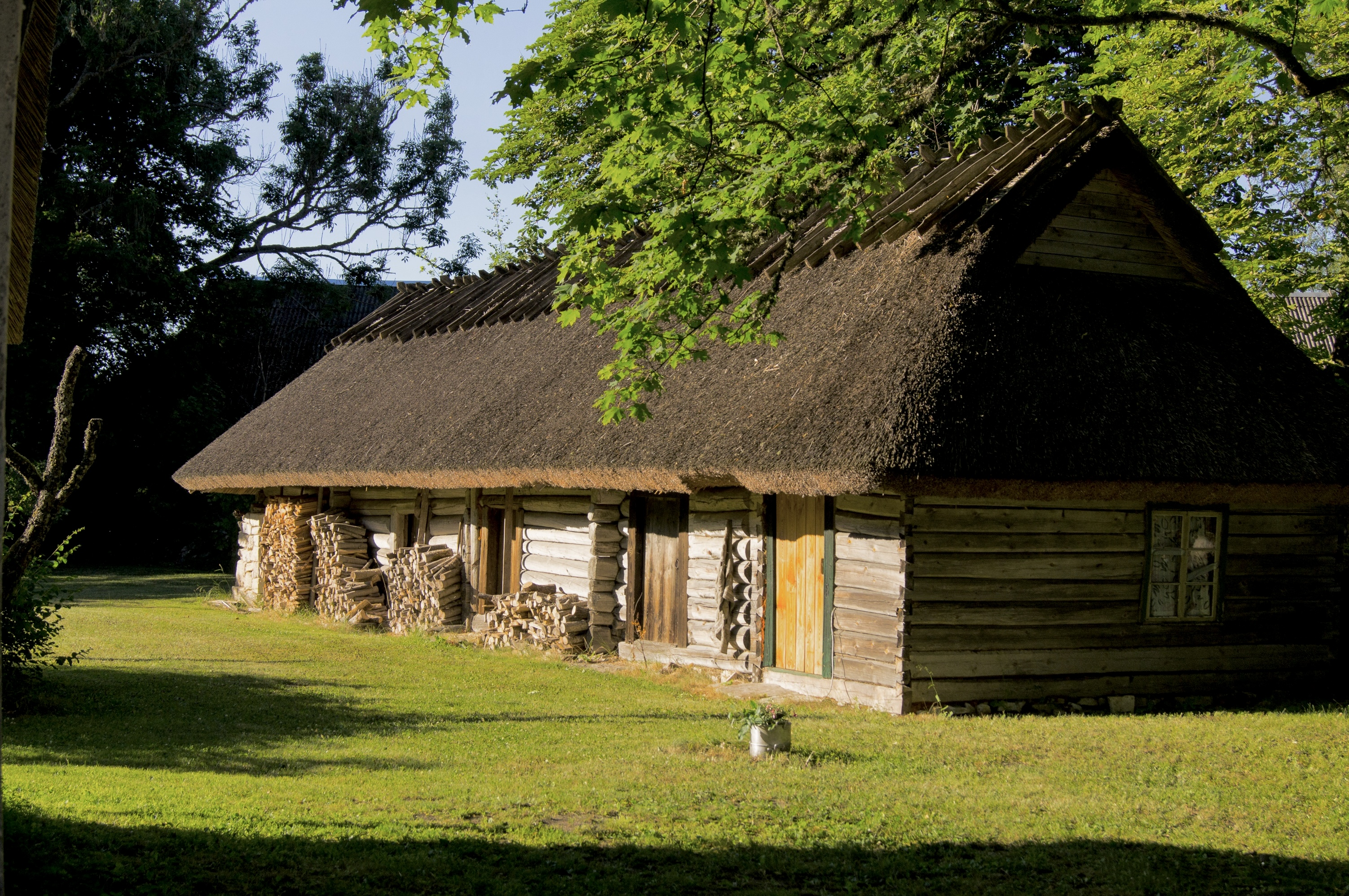
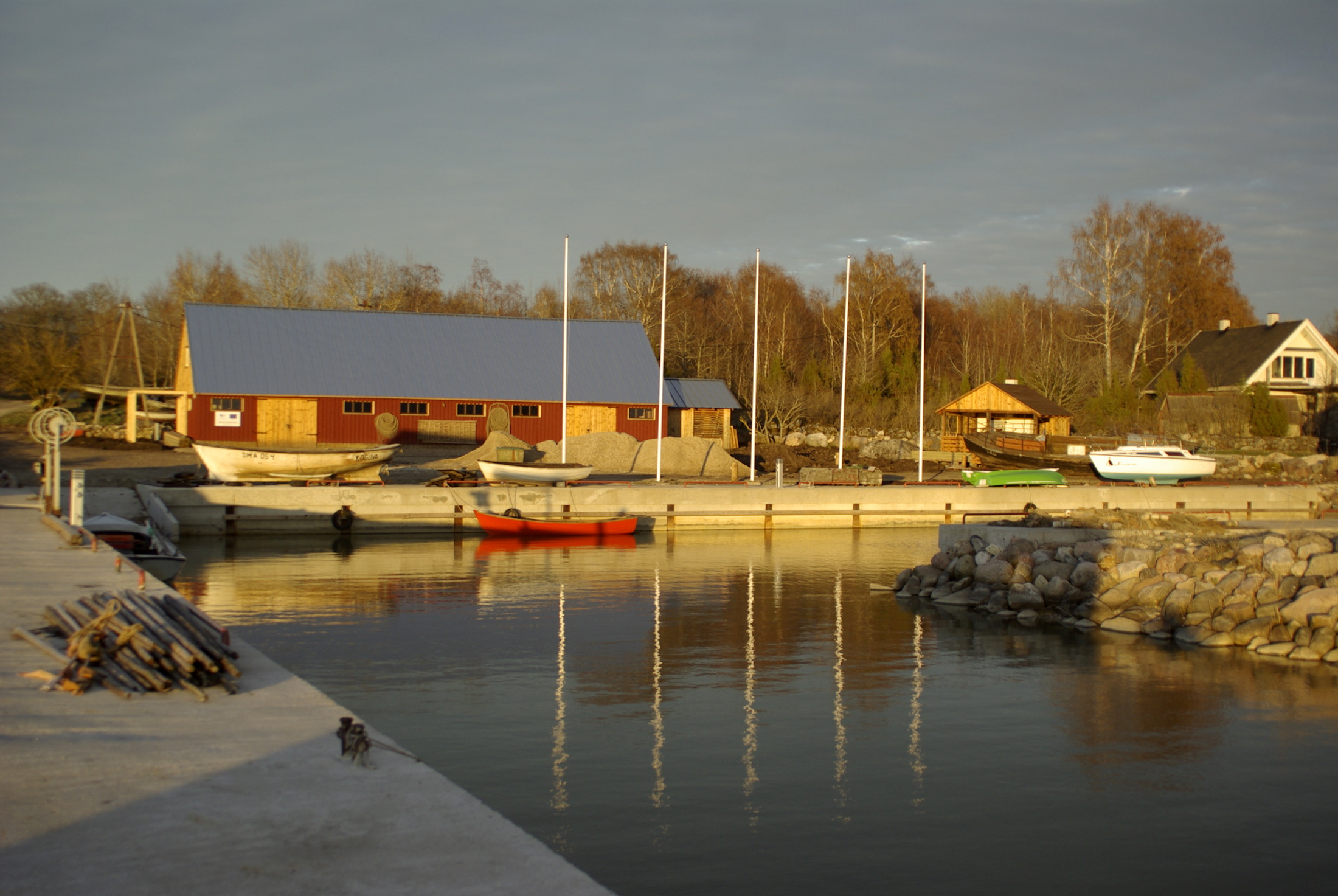
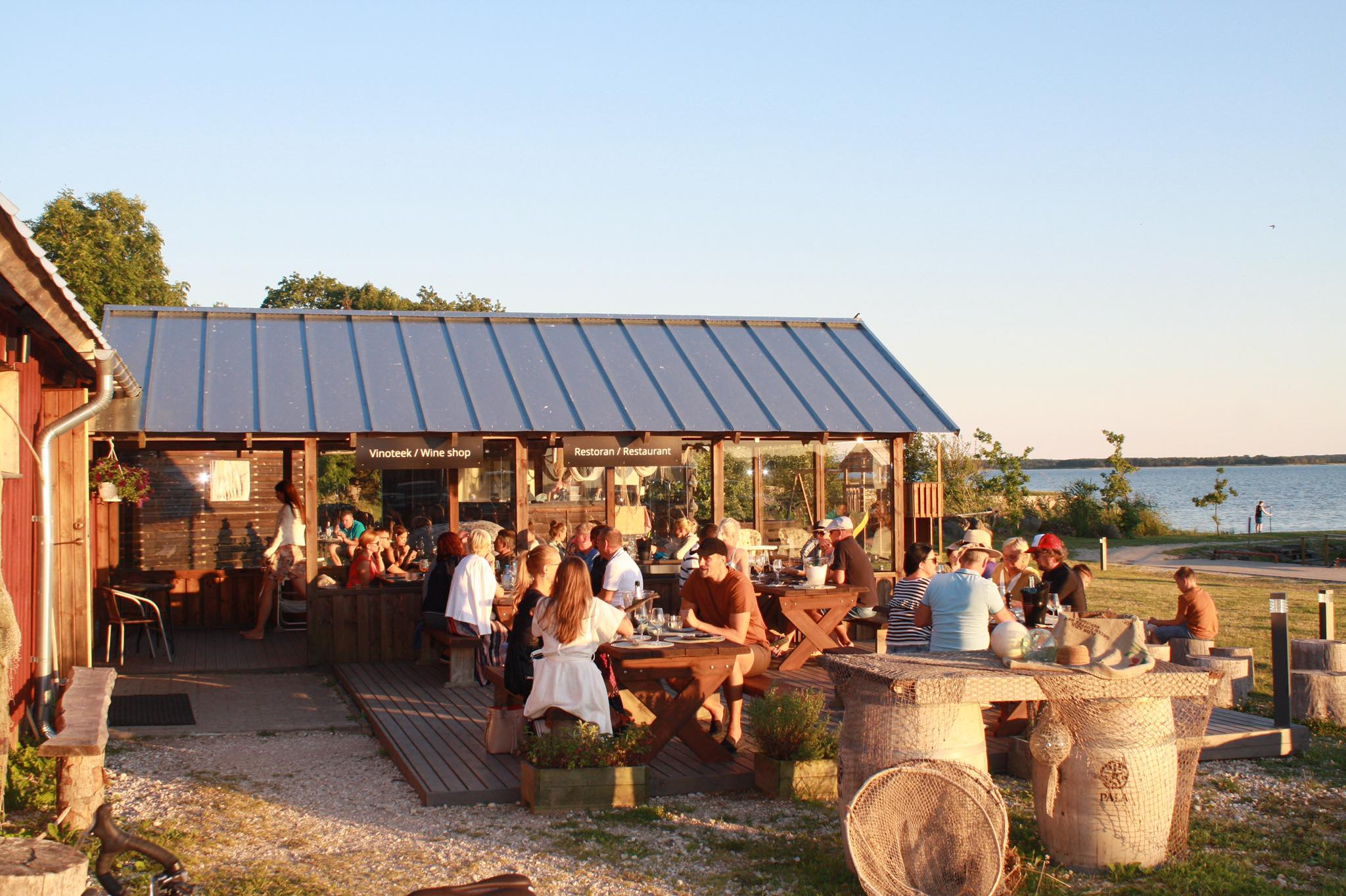
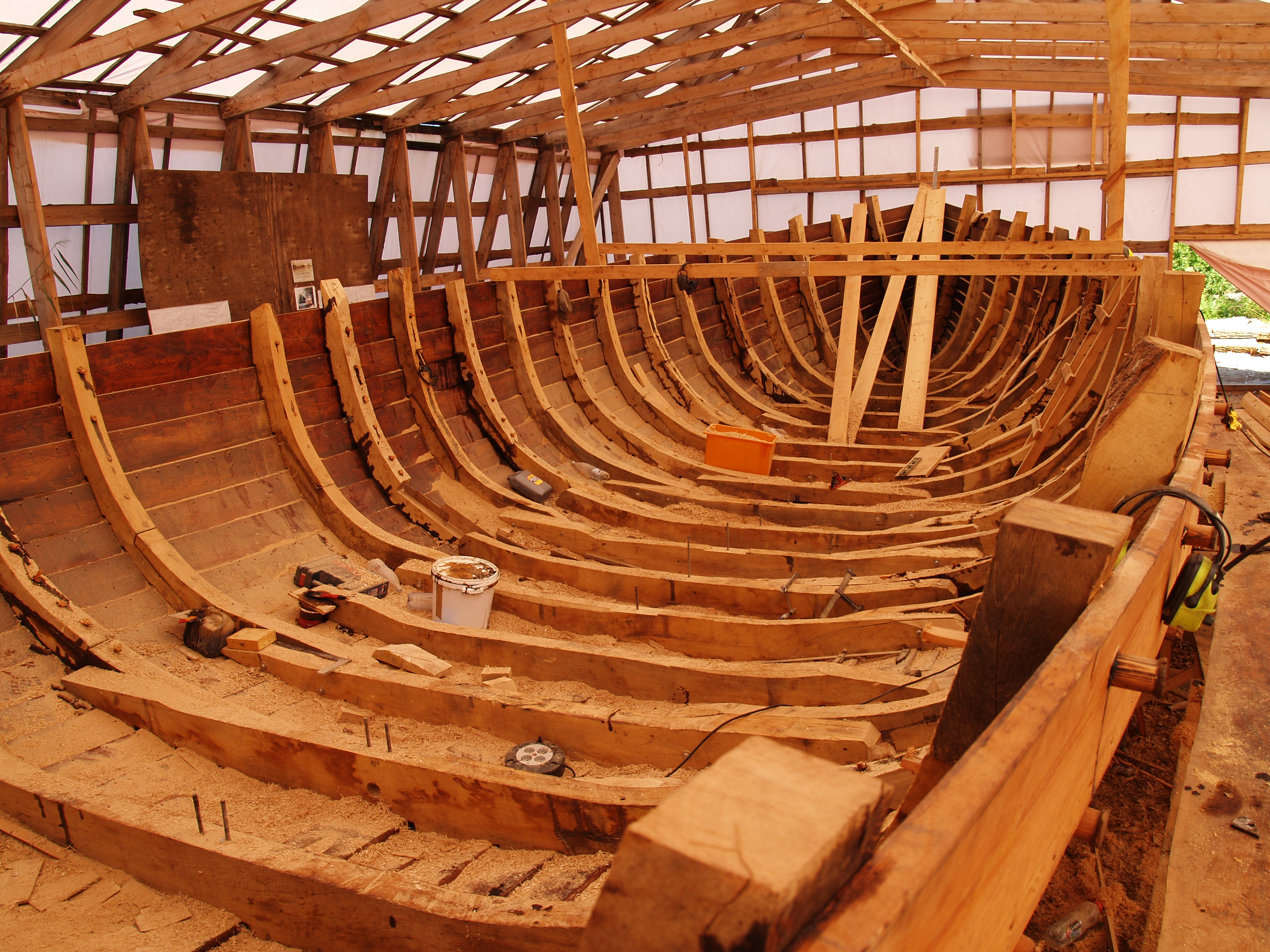